# Sidonie de Bohême
Sidonie de Bohême (en tchèque : Zdenka Česká) ou Sidonie de Poděbrady (Zdeňka z Poděbrad), née le 11 novembre 1449 à Poděbrady et morte le 1er février 1510 à Tharandt, est une princesse de la famille Poděbrady, fille du roi Georges de Bohême et de Cunégonde de Sternberg. Elle est duchesse de Saxe de 1464 à 1500, par son mariage avec Albert l'Intrépide.

## Biographie
Sidonie, nommée en tchèque Zdeňka ou Zedena, est la fille de Georges de Poděbrady (1420-1471), gouverneur du royaume de Bohême sous le règne du roi Ladislas Ier, et de sa première épouse Cunégonde de Sternberg (1425-1449). Cunégonde mourut quelques jours après la naissance de Sidonie et de sa sœur jumelle Catherine, à la suite de quoi Georges de Poděbrady se remarie avec Jeanne de Rožmitál. Un adepte du mouvement hussite modéré des calixtins, il est élu roi de Bohême en 1458.

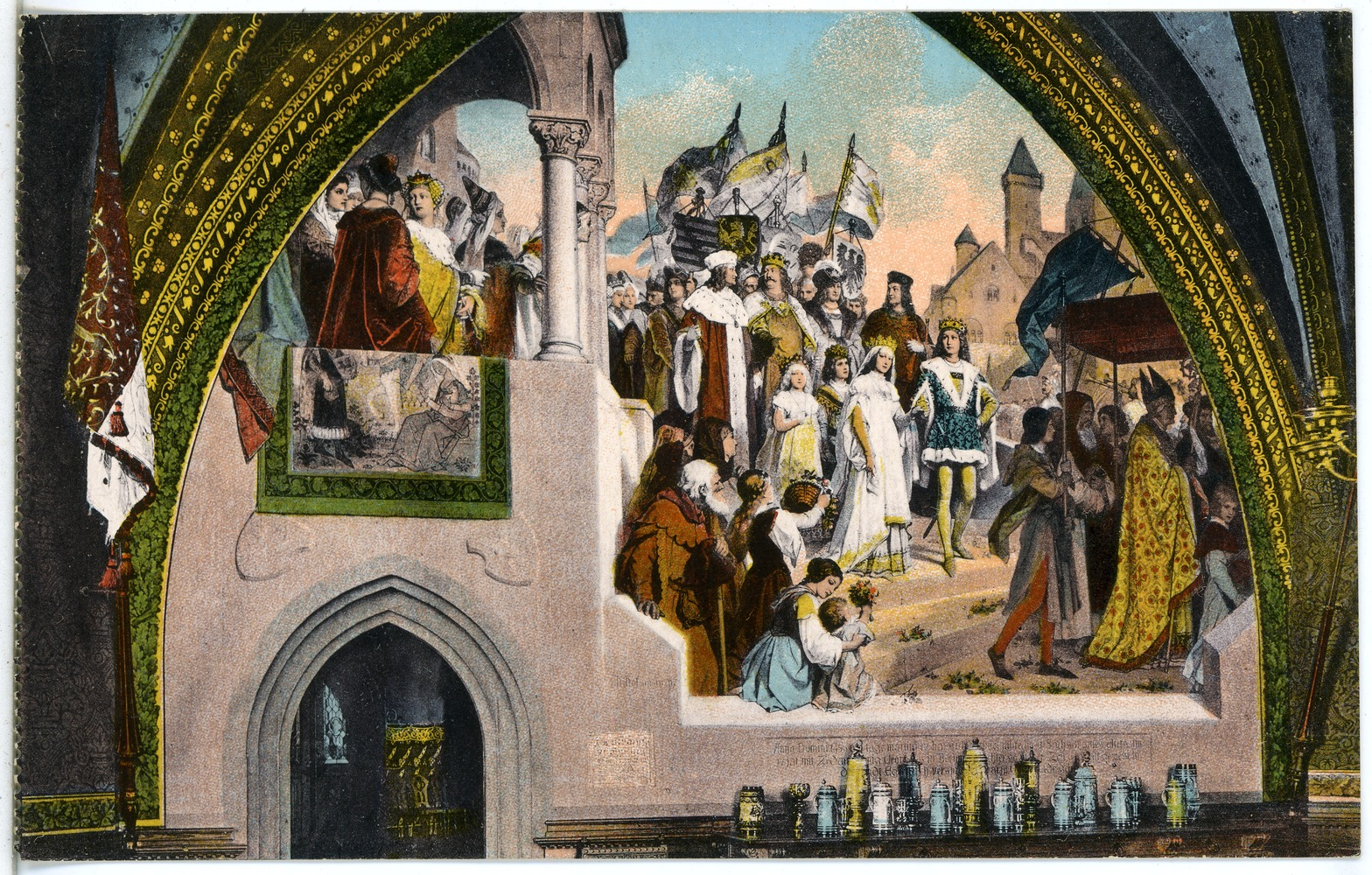
Les fiançailles du prince Albert, peinture murale du XIXe siècle au château de l'Albrechtsburg, Meissen.

Le 11 novembre 1459 à Egra, Sidonie épouse Albert l'Intrépide (1443-1500), fils cadet de l'électeur Frédéric II de Saxe issu de la maison de Wettin. L'alliance a signé un traité sur les frontières entre la Bohême e l'électorat de Saxe, conclu le 15 avril. Sidonie  suivit son mari à Meissen. Néanmoins, le mariage n'a été consommé que le 11 mai 1464 au château de Tharandt. 
De cette union sont issus quatre enfants :
- Catherine (1468-1524) qui épouse en 1484 l'archiduc Sigismond d'Autriche (1427-1496), régent du comté de Tyrol et de l#Autriche antérieure, puis en 1497 le duc Éric Ier de Brunswick-Calenberg-Göttingen ;
- Georges dit « le Barbu » (1471-1539), duc de Saxe, qui épouse en 1496 la princesse Barbara Jagellon, fille du roi Casimir IV de Pologne ;
- Henri dit «  le Pieux » (1473-1541), duc de Saxe, qui épouse en 1512 la princesse Catherine de Mecklembourg ;
- Frédéric (1474-1510), grand maître de l'ordre Teutonique, sans alliance.

Albert et son frère, l'électeur Ernest de Saxe, résident au château de Dresde puis au château de Meissen. En 1485, lorsque les frères se répartissent les pays des Wettin, Albert devient l'ancêtre de la branche albertine. Il est appelé à l'aide alors que Maximilien d'Autriche, régent des Pays-Bas bourguignons, combattant la révolte du comté de Flandre, se trouve prisonnier des bourgeois de Bruges en 1488. Sidonie refuse de le suivre et se retire au château de Tharandt.
Après la mort de son époux en 1500, Sidonie mène une vie humble et pieuse. Elle fait notamment imprimer des écrits théologiques et mystiques, dont ceux de Mathilde de Magdebourg, de Gertrude de Helfta et de Mechtilde de Hackeborn ; elle fait également l'éloge des textes de Jean Tauler. Morte en 1510, elle est enterrée dans la cathédrale de Meissen.